# دايدسهايم
دَيْدِسهَيم (بالألمانية: Deidesheim) (نقحرة: دايدسهايم) هي بلدة ألمانية تقع في ألمانيا في راينلند بالاتينات. يقدر عدد سكانها بـ 3,738 نسمة .

## المدن التوأمة
مدينة Buochs هي مدينة توأمة لـدايدزهايم.

## معرض صور

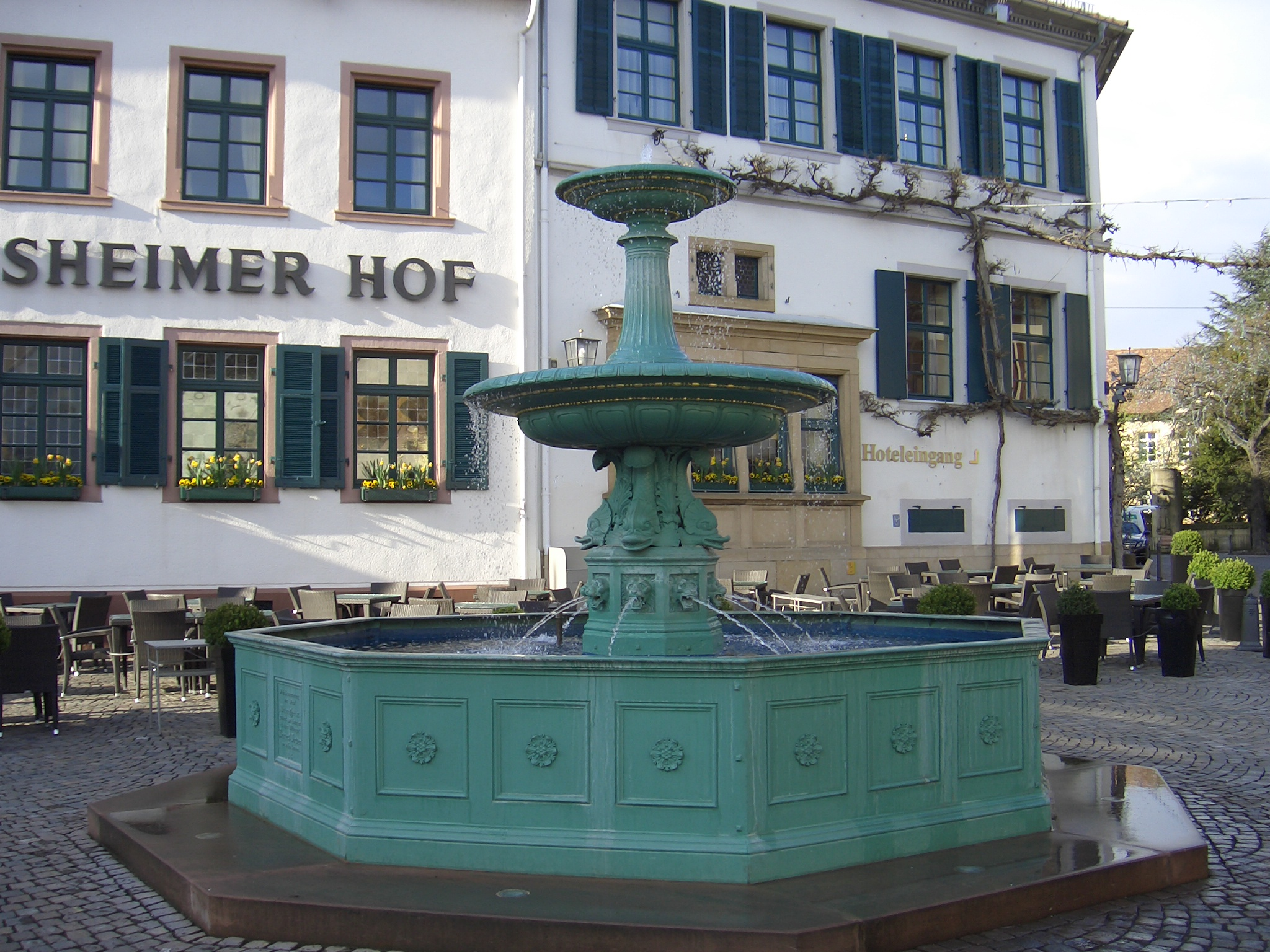
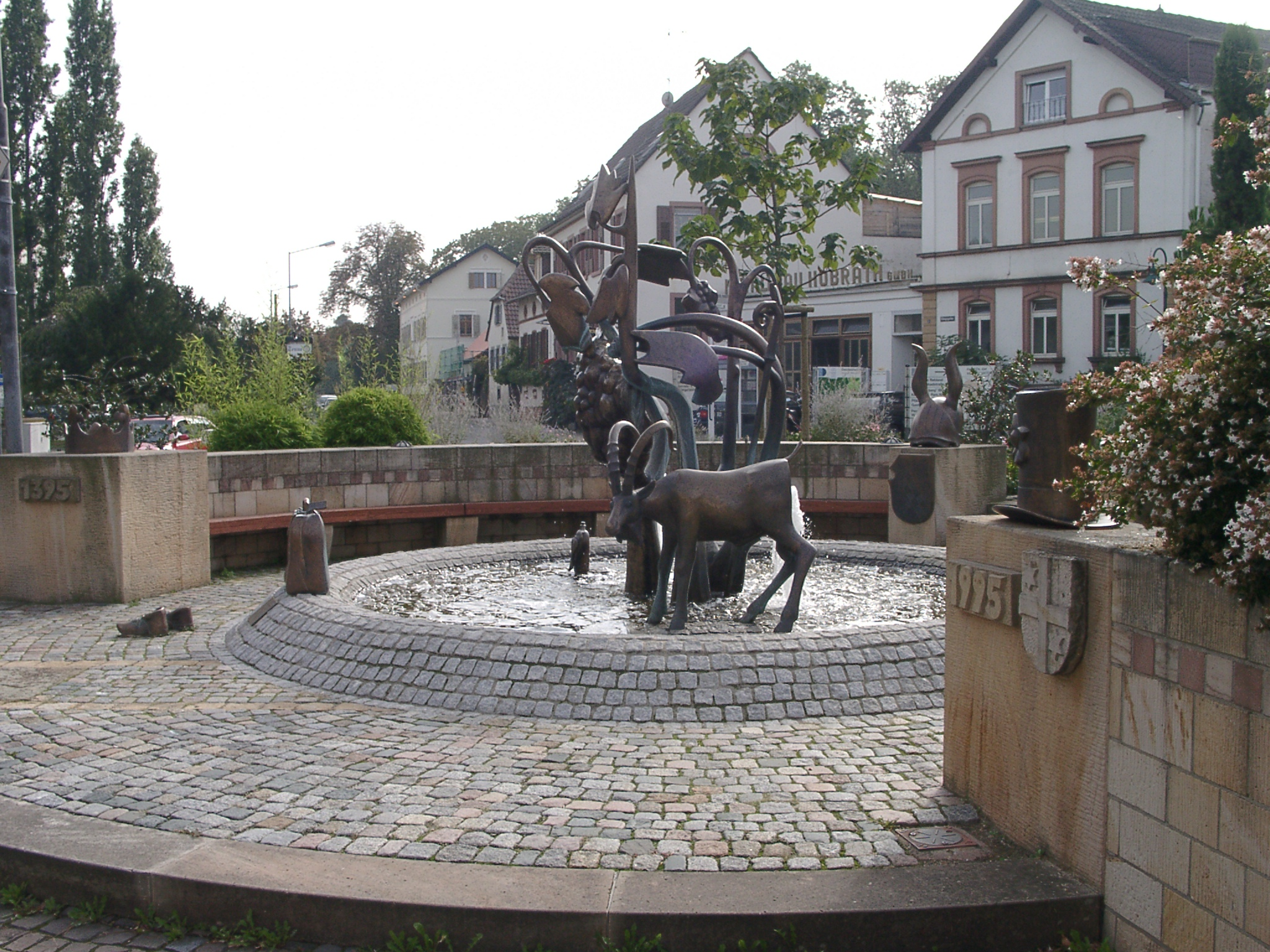
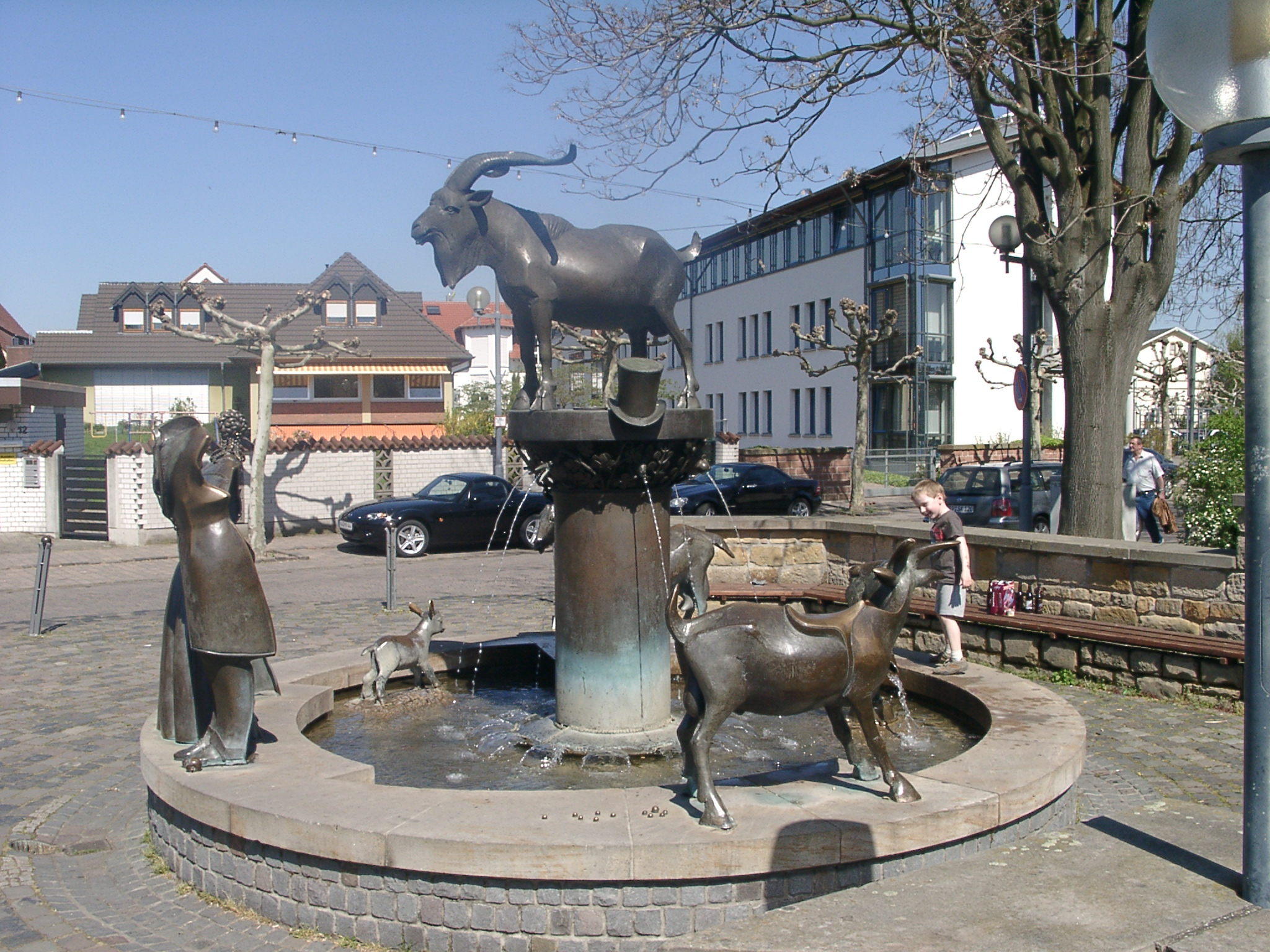